# مانچوو
مانچوو (به بلغاری: Manchevo) یک منطقهٔ مسکونی در بلغارستان است که در شهرستان مومچیلگراد واقع شده‌است.